# اسکواش رومیزی
اسکواش رومیزی یا تیبل اسکواش (به انگلیسی: Table squash)، یک ورزش دو نفره است که تکامل یافته تنیس روی میز بوده و از قوانین و تجهیزات مشابهی استفاده می‌کند. این بازی با قرار دادن یک میزِ تنیس‌روی‌میز در مقابل یک دیوار انجام می‌شود، در حالی که تور روی میز عمود بر دیوار باقی می‌ماند. هر بازیکن در طرف مخالف میز رو به دیوار در دو طرف یک خط فرضی می‌ایستد، گویی که تور به سمت میانهٔ آنها امتداد یافته است. بازیکنان از راکت‌های تنیس روی میز استفاده می‌کنند و به نوبت توپ تنیس‌روی‌میز را از دیوار بازی به سمت میز در طرفین تور می‌زنند، به جز در سرویس‌ها که توپ باید ابتدا در سمت سرویس‌زننده روی میز بخورد.

## تاریخچه
این بازی در سال ۲۰۰۹ در لیدز، بریتانیا ابداع شد. در ابتدا با استفاده از یک میز آشپزخانه خانگی که به‌طور قابل توجهی کوچکتر از میز تنیس روی میز است، بازی می‌شد. این بازی به عنوان جایگزینی برای تنیس روی میز سنتی برای مکان‌هایی که فضای کافی برای یک میز کامل و حرکت در اطراف آن وجود ندارد، ایجاد شد. قبل از اینکه پیش‌نویس اولیه قوانین رسمی در اکتبر ۲۰۰۹ تدوین شود، بازی در ابتدا با قوانین اندکی به عنوان یک رویداد اجتماعی برای ضربه زدن به توپ شروع شد.

## تجهیزات
همان‌طور که توسط فدراسیون جهانی تنیس روی میز تعیین شده است، هر راکت و توپ استاندارد تنیس‌روی‌میز و یک میزِ تنیس‌روی‌میز در اندازه استاندارد می‌تواند برای این بازی استفاده شود. میز در مقابل دیوار قرار می‌گیرد، تور باید عمود بر دیوار باشد و با ارتفاع ۱۵٫۲۵ سانتی‌متر باشد که به آن شکاف گفته می‌شود.

## قوانین

### شروع بازی

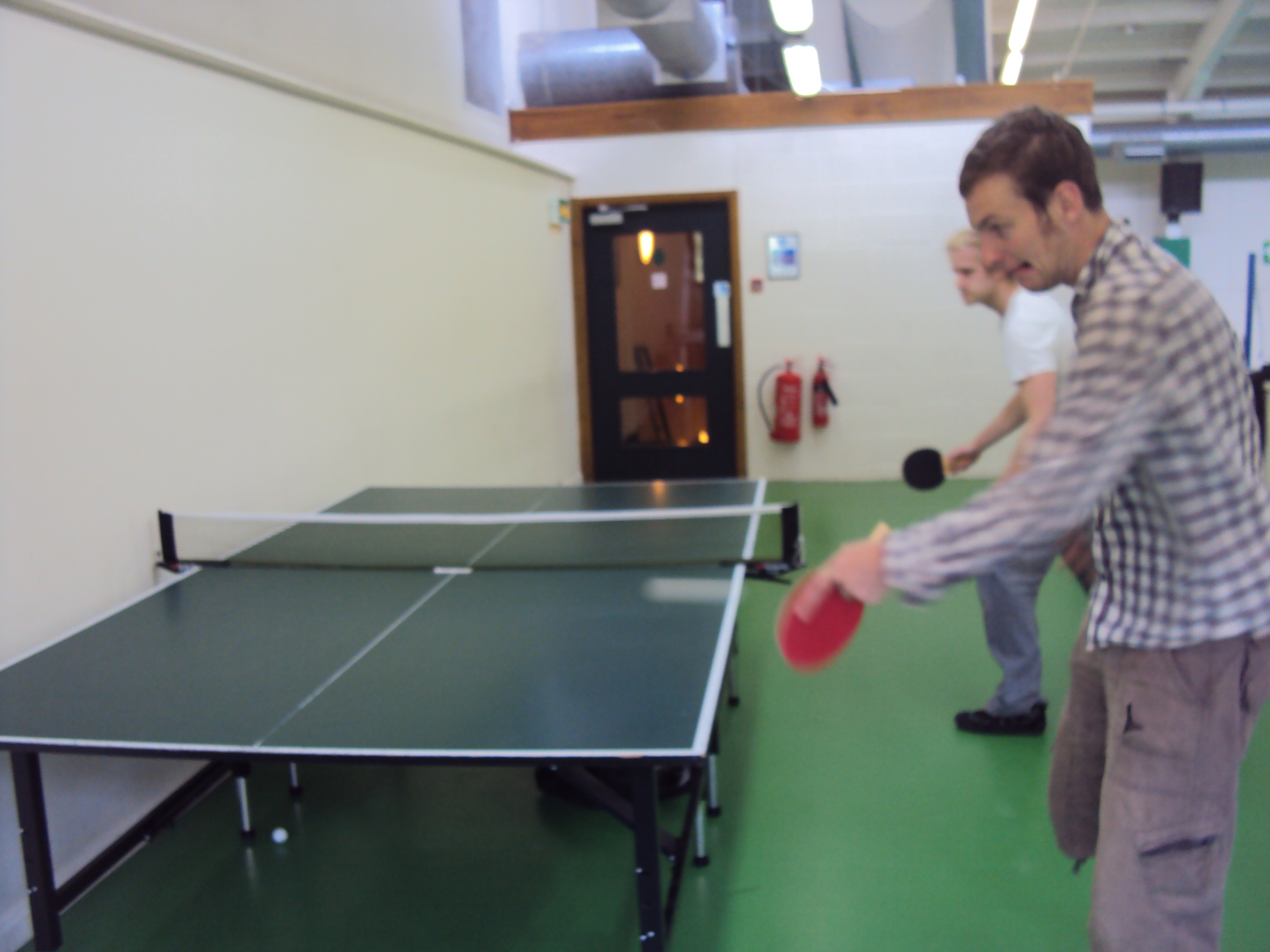
بازی اسکواش رومیزی

بازی با تعیین سرویس‌زننده آغاز می‌شود. توپ از سمت میز یک بازیکن، به دیوار و سپس به سمت میز بازیکن مقابل زده می‌شود. سپس بازیکن مقابل باید توپ را طوری بزند که مستقیماً از دیوار به سمت میز بازیکن سرویس‌زننده برگردد. سرویس‌زننده ادامه می‌دهد و توپ را مجدداً مستقیماً از دیوار به سمت میز حریف می‌زند، و پس از این امتیاز محاسبه می‌شود.

### کسب امتیاز
زمانی که توپ توالی لازم برخورد با دیوار و سمت میز حریف را کامل نکند، امتیاز کسب می‌شود. پس از تکمیل این فرایند، نوبت به حریف می‌رسد. هر کس که نوبتش باشد و توپ کامل نشود، چه با برخورد توپ به زمین، چه به میز در سمت اشتباه تور یا در ترتیب اشتباه، امتیاز را از دست می‌دهد. اگر توپ در شکاف بیفتد، نوبت کامل نمی‌شود و بازیکنی که ضربه را زده امتیاز را از دست می‌دهد.

### سرویس
برای سرویس، بازیکن باید توپ را ابتدا به میز خود، سپس به دیوار و در نهایت به سمت میز حریف بزند. سپس بازی به‌طور عادی ادامه می‌یابد. اگر توپ برگردانده نشود، امتیاز می‌تواند مستقیماً از سرویس کسب شود. اگر توپ به تور بخورد اما همچنان توالی برخوردها را کامل کند، لت اعلام می‌شود و سرویس تکرار می‌شود. اگر ترتیب لازم برخوردها کامل نشود، سرویس‌زننده امتیاز را از دست می‌دهد.

### امتیازدهی
یک بازیکن فقط می‌تواند روی ستی که خودش سرویس را زده است امتیاز کسب کند. اگر بازیکنی امتیاز را در ادامهٔ بازی ببرد، سرویس را می‌گیرد اما امتیازی کسب نمی‌کند. سرویس‌زننده همیشه بازیکنی است که امتیاز قبلی را برده است. بازی‌ها به صورت یازده امتیازی انجام می‌شود، اما برای برنده شدن، یک بازیکن باید حداقل با ۲ امتیاز اختلاف ببرد. اگر این اتفاق در رسیدن به ۱۱ امتیاز رخ ندهد، بازی تا زمانی که یک بازیکن ۲ امتیاز جلو بیفتد ادامه می‌یابد و آن بازیکن برنده بازی است. وقتی یک بازیکن به ۶ امتیاز می‌رسد، بازیکنان باید جای خود را عوض کنند و به بازی ادامه دهند، مگر اینکه قبلاً توافق شده باشد که در طول بازی در همان سمت بمانند.

### خطاها
اگر بازیکنی روی زمین از خط فرضی که از تور امتداد می‌یابد عبور کند، خطا اعلام می‌شود و بازیکن خاطی امتیاز را از دست می‌دهد. اگر بازیکنی با دست زدن از روی خط فرضی در ضربه بازیکن دیگر مداخله کند، خطا اعلام می‌شود.

## قوانین جایگزین
چندین نسخه از قوانین رسمی وجود دارد که اغلب بازی می‌شود، نمونه‌های اصلی این موارد عبارتند از:

### مسابقات سریع
مسابقات به صورت ۵ امتیازی انجام می‌شود، فرمتی که اغلب برای تکمیل مینی-تورنمنت‌هایی که نیاز به انجام مسابقات زیادی دارند، استفاده می‌شود.

### قوانین قدیمی
اصطلاحی مربوط به ریشه‌های بازی زمانی که قوانین کمتر تعریف شده بودند. در این نسخه از بازی، یک امتیاز تا زمانی که توپ به زمین‌نخورد، کاملاً متوقف نشود یا دو بار به راکت بازیکن نخورد بدون اینکه به چیز دیگری برخورد کند، تمام نمی‌شود. این به بازیکنان اجازه می‌دهد چندین ضربه بزنند و امکان رالی‌های طولانی‌تر و پیچیده‌تر را فراهم می‌کند که ممکن است شامل زدن توپ به موانع دیگر باشد. هنگام بازی با این قوانین، یک عنصر قضاوتی برای رفتار غیر ورزشی گنجانده شده است. اگر بازیکنی تلاش کند ضربات مکرر بزند تا یک ضربه برنده را ایجاد کند، مانند ضربات مکرر به دیوار در حالی که خود را در موقعیتی قرار می‌دهد که توپ را به شکلی غیرقابل برگشت حرکت دهد، رفتار غیر ورزشی اعلام می‌شود و این بازیکن امتیاز را از دست می‌دهد.

### سطوح اضافی
به دلیل ماهیت زمین‌های بازی که به شرایط موجود بستگی دارد و مشکلات مالی که مانع از ساخت زمین‌های رسمی اسکواش رومیزی می‌شود، اغلب ویژگی‌های مختلفی در اطراف زمین وجود دارد که ممکن است بر بازی تأثیر بگذارد. قوانین مربوط به این ویژگی‌ها باید قبل از شروع بازی توافق شود. به عنوان مثال، ممکن است دیوارهای اضافی در اطراف میز یا سقفی در موقعیت وجود داشته باشد. معمولاً می‌توان حتی با ضربه زدن به این سطوح بازی کرد بدون اینکه امتیاز ست پایان یابد، به شرطی که توالی صحیح بازی از دیوار امتیازدهی (دیواری که عمود بر تور است و میز در مقابل آن قرار دارد) و سمت میز حریف نیز کامل شود. اگر دیوار امتیازدهی موانعی داشته باشد، باید قبل از شروع بازی تصمیم گرفته شود که آیا برخورد با این موانع خطا محسوب می‌شود یا خیر. طبق قوانین رسمی، باید تمام تلاش‌ها برای به حداقل رساندن چنین موانعی انجام شود، اما برخورد با آنها نباید خطا محسوب شود.

### میزهای غیر استاندارد
بازی می‌تواند روی هر میز مستطیلی موجود که بتوان تور روی آن نصب کرد، انجام شود. گیم‌پلی می‌تواند با استفاده از میزهای با اندازه‌های مختلف که فضای موجود برای زدن توپ را تغییر می‌دهند، تغییر کند.
به‌طور جایگزین، یک میز دو تکه می‌تواند به شکل زاویه قائمه تا شود. با نصب تور به لبه سطح افقی و ایجاد فاصله کوچک بین سطح عمودی، بازی با استفاده از خط مرکزی میز به عنوان جداکننده برای امتیازها و سرویس‌ها آغاز می‌شود و با استفاده از قوانین معمولی اسکواش رومیزی ادامه می‌یابد.

## مدیریت
این بازی توسط انجمن بین‌المللی اسکواش رومیزی (ITSA) تأسیس و قوانین آن ایجاد شد که همچنان به توسعه بازی و برگزاری مسابقات ادامه می‌دهد و همچنین مسابقات غیر ITSA را به رسمیت می‌شناسد و تأیید می‌کند.

## قهرمانی‌های جهانی
قهرمانی‌های جهانی تیبل اسکواش ITSA هر ۴ سال یکبار برگزار می‌شود. فرمت قهرمانی یک لیگ دوره‌ای است که مسابقات بین تمام شرکت‌کنندگان برگزار می‌شود و ۴ نفر برتر به پلی‌آف می‌روند تا برای جام ITSA رقابت کنند. اولین دوره قهرمانی در سال ۲۰۱۰ در لیدز برگزار شد.

### نتایج
۲۰۱۴ - قهرمان جهان: دن برنان
۲۰۱۰ - قهرمان جهان: مارک سامرز